# All Souls College
L'All Souls College è uno dei collegi costituenti l'Università di Oxford. Fondato nel 1438 dall'arcivescovo di Canterbury Henry Chichele, è uno dei collegi più peculiari, in quanto ogni suo membro viene automaticamente nominato fellow, quindi con diritto di partecipazione e di voto in tutte le riunioni del consiglio direttivo del college.
Per questa sua caratteristica, non accoglie nessun undergraduate e pochissimi graduate students, concentrandosi invece sul finanziamento della ricerca accademica da parte dei suoi membri. Nel collegio vi sono all'incirca 75 membri.

## Processo di ammissione

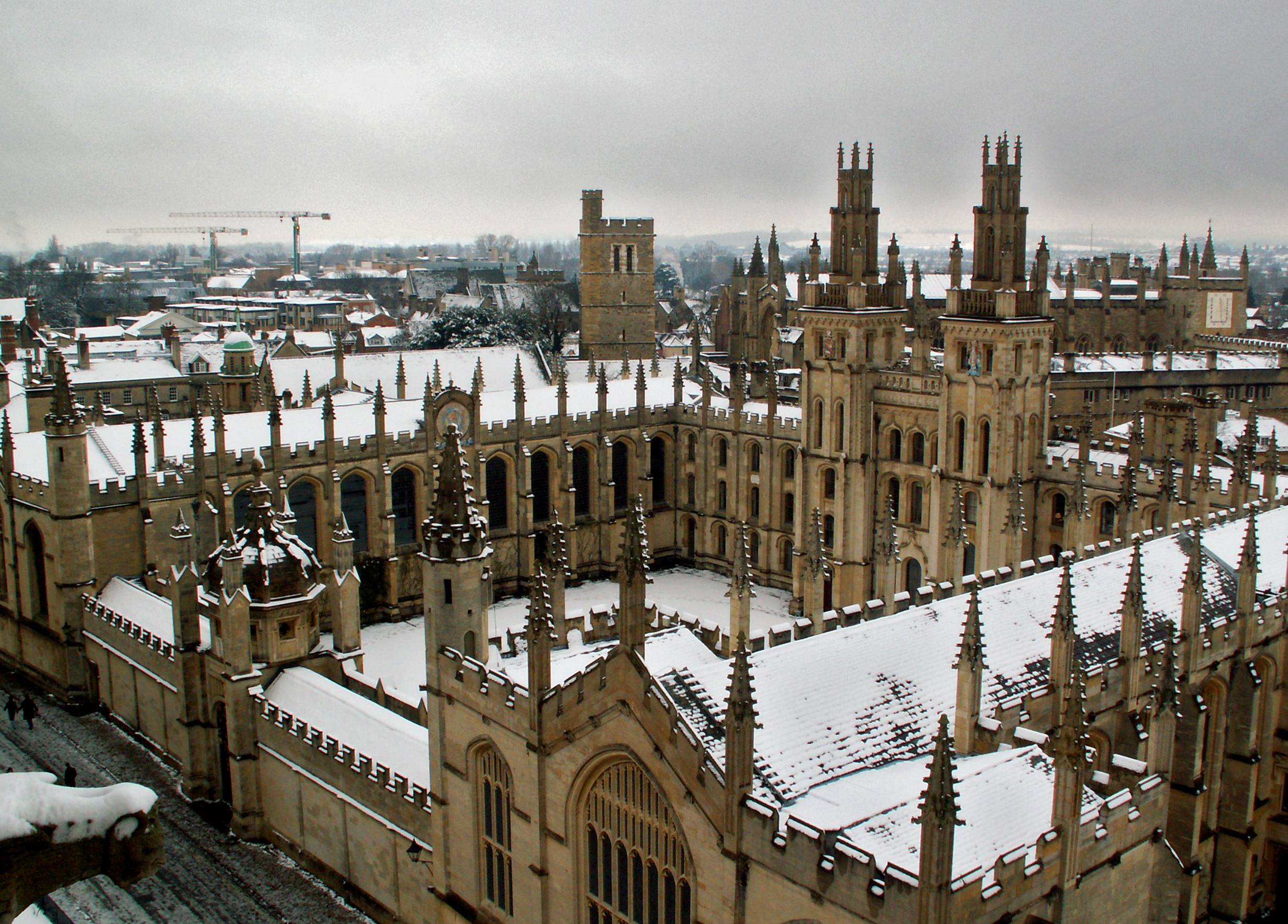
Veduta invernale dell'All Souls College

L'ammissione all'All Souls richiede una prova definita da molti come l'esame più difficile del mondo. Questa consiste in quattro diversi esami che vertono principalmente sulla cultura generale e classica. Dopo gli esami scritti, i migliori candidati vengono selezionati per le prove orali e per una cena presso il college. Il diritto a candidarsi per la fellowship è riservato a circa 500 studenti che hanno preso una laurea con i massimi voti presso l'Università di Oxford, mentre le fellowship assegnate sono al massimo due all'anno, il che rende il sistema molto selettivo. Fino al 2010 una delle prove consisteva nello scrivere un tema avente come spunto una sola parola, selezionata a caso.